# Sellón
Sellón es una parroquia del concejo español de Piloña, perteneciente al Principado de Asturias.

## Historia
A finales del siglo XIX, la parroquia, ya por entonces parte del concejo de Piloña, tenía contabilizada una población de 510 habitantes. Aparece descrita en el Diccionario geográfico y estadístico de Asturias (1897) de José González Aguirre con las siguientes palabras:

SELLON (San Lorenzo): parr. del conc. de Piloña, part. jud. de Infiesto, á 6 lg. de Oviedo y 1 de la cap. del conc. Situada al E. del Monte Reduco, en la parte meridional del conc., combatido por todos los vientos, con clima saludable. Comprende los ls. de Fresnero, Moro, Homedal, Siguera, Peral y Rozapanera. Confina al N. con Beloncio y Berbio; al E. con el Monte del Castanar; al S. con Marea y al O. con Beloncio y Marea. Su terreno es montuoso y desigual, pero tiene algunos valles muy fértiles: báñanle dos arroyos que se unen en Liquera y unidos después al de Castañar forman el r. Nueva, afluente del Piloña. En sus montes se crían robles, castaños, acebos y avellanos y hay varias minas de carbón. La parte dedicada al cultivo produce escanda, maíz, patatas, legumbres, hortalizas y frutas; se cría mucho ganado vacuno, caballar, lanar, cabrío y de cerda. Hay caza mayor y menor y pesca de truchas y anguilas. Pobl. 100 vec., 510 habitantes,
(González Aguirre, 1897, p. 334)

En 2022, tenía empadronados 23 habitantes.

## Patrimonio
Hay en la parroquia una iglesia de San Lorenzo.